# El Sabater de Ordis
El Sabater de Ordis (que en catalán significa "el remendón d'Ordis") es un personaje literario inmortalizado por el poeta catalán Carles Fages de Climent en su poemario titulado "la balada del Sabater d'Ordis" publicado en 1954 con prólogo de Eugeni d'Ors y epílogo e ilustración de Salvador Dalí, amigo personal del poeta. El personaje, al que D'Ors compara con Don Quijote vagaba por los polvorientos caminos del Ampurdán, la comarca natal de Fages i Dalí, diriendo la tramontana, el viento del norte, con una caña.
Esta poderosa figura icónica ha sido evocada en numerosas ocasiones por distintos escritores y artistas, entre ellos el propio Salvador Dalí, que, en un conocido verso, se compara a sí mismo con el personaje del "Sabater d'Ordis":

Jo sóc divinament tocat de l’ala 

nou Prometeu de Port-Lligat desde on 
 
Faig el Boig d’Ordis, cada dia és Gala 

i per ço moc la música del món
Carles Fages de Climent Balada del sabater d'Ordis

(traducción)

Yo estoy divinamente loco 

nuevo Prometeo de Port-Lligat desde donde 

hago como el Loco de Ordis, cada día es Gala 

i por eso muevo la música del mundo